# Liste der Backsteinbauwerke der Gotik in Litauen und Belarus

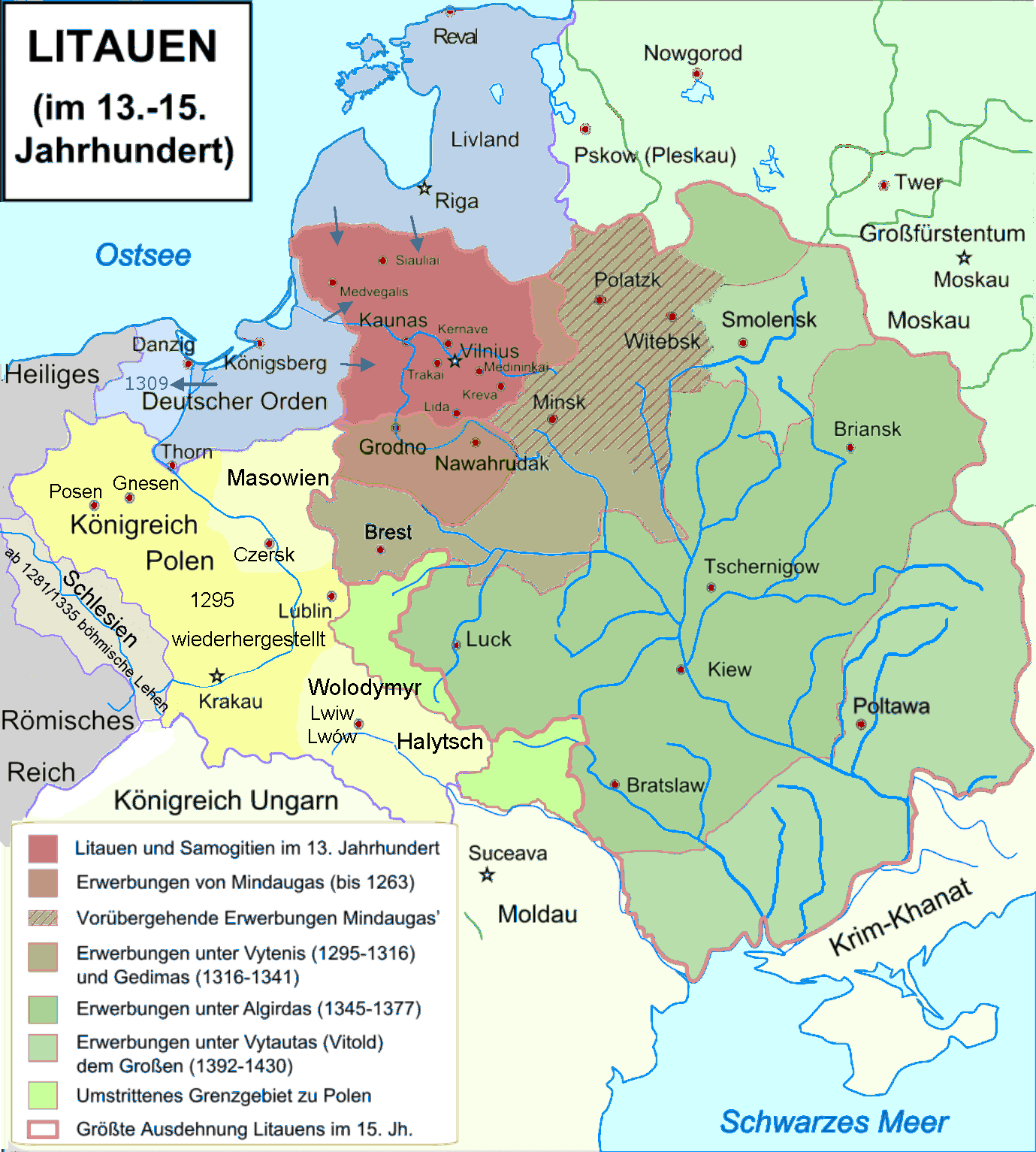
Großfürstentum Litauen; die heutigen Staaten Litauen und Belarus entsprechen zusammen etwa seiner Ausdehnung beim Tod Gediminas’ 1341 (rotbraun bis mittelbraun)

▶ Backsteinbauwerke der Gotik – Übersicht
Die Liste der Backsteinbauwerke der Gotik in Litauen und Belarus ist eine möglichst vollständige Zusammenstellung der Bauwerke der Backsteingotik in Litauen und Belarus. Sie ist Teil des Listen- und Kartenwerks Backsteinbauwerke der Gotik. Darin sind diese Bauwerke möglichst vollständig aufgelistet, in allen entsprechenden Ländern Europas. Aufgenommen sind nur Bauten, an denen der Backstein irgendwo zutage tritt oder, bei geschlämmten Oberflächen, wenigstens die Backsteinstruktur von Mauerwerk erkennbar ist.
Historischer Rahmen:

In der Zeit, da in Litauen und im heutigen Belarus gotische Bauwerke errichtet wurden, umfasste das Großfürstentum Litauen beide Gebiete, dazu den östlichen Rand des heutigen Polen und Teile der heutigen Ukraine.

## Litauen
(Anzahl der Gebäude und Gebäudegruppen: 14)
→ Die Positionskarte mit den Bauwerken beider Länder ist zwischen den Listen für Litauen und für Belarus platziert
| Ort        | Bauwerk                                     | Bauzeit                                  | Anmerkungen                                            | Foto |
| ---------- | ------------------------------------------- | ---------------------------------------- | ------------------------------------------------------ | ---- |
| Vilnius    | St.-Annen-Kirche                            | 1495–1500                                | außergewöhnlicher Flamboyantstil                       |      |
| Vilnius    | St.-Franziskus-und-St.-Bernhard-Kirche (CC) | 15. Jh.                                  | spätere Veränderungen; „Weißrussische“ Gotik           |      |
| Vilnius    | Nicolaikirche (CC)                          | spätes 14. Jh.                           | ältester erhaltener katholischer Kirchenbau in Litauen |      |
| Vilnius    | Gediminas-Turm und obere Burg               | frühes 15. Jh.                           | viele spätere Veränderungen                            |      |
| Kaunas     | Kathedrale St. Peter und Paul               | ab 1408                                  | Basilika, barock umgestaltet                           |      |
| Kaunas     | Burg Kaunas (CC)                            | ab Mitte 14. Jh.                         |                                                        |      |
| Kaunas     | Gertrudenkirche (CC)                        | 15. Jh.?                                 | „Weißrussische“ Gotik                                  |      |
| Kaunas     | Vytautas-Magnus-Kirche                      | um 1400                                  | ehem. Franziskanerkirche                               |      |
| Kaunas     | Haus des Perkūnas (Perkūno namas) (CC)      | spätes 15. Jh.                           | außergewöhnlicher Flamboyantstil                       |      |
| Kėdainiai  | St.-Georgs-Kirche (CC)                      | 1403                                     | Pseudobasilika; Umbauten und Reparaturen               |      |
| Medininkai | Burg (CC)                                   | 13. Jh.                                  |                                                        |      |
| Trakai     | Inselburg                                   | 14. – frühes 15. Jh.                     | erbaut unter den Großfürsten Kęstutis and Vytautas     |      |
| Trakai     | Halbinselburg                               | spätes 14. Jh., spätere Rekonstruktionen | erbaut unter dem Großfürsten Kęstutis                  |      |
| Zapyškis   | Alte Johanneskirche (CC)                    | zw. 1530 u. 1578                         | „Weißrussische“ Gotik                                  |      |

## Siehe auch

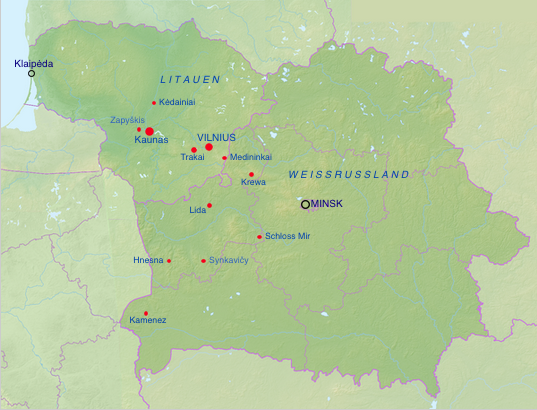
Screenshot der Verteilungskarte, natürlich mit Ortsnamen

## Belarus
(Anzahl der Gebäude und Gebäudegruppen: 6)
| Ort          | Bauwerk                  | Bauzeit                    | Anmerkungen                                     | Foto |
| ------------ | ------------------------ | -------------------------- | ----------------------------------------------- | ---- |
| Hnesna       | St.-Michaels-Kirche (CC) | 1524–1527                  | Turm alt, Schiff neugotisch                     |      |
| Krewa        | Burg Krewa               | frühes 14. Jh.             | teilw. Feldstein mit Backsteinverblendung       |      |
| Lida         | Burg Lida (CC)           | 14. Jh.                    | Stein mit Backstein                             |      |
| Kamenez      | Grenzturm                | 1276–1289                  |                                                 |      |
| Mir          | Schloss Mir              | spätes 15. –frühes 16. Jh. | Weltkulturerbe; große Renaissance-Veränderungen |      |
| Synkawitschy | St.-Michaels-Kirche (CC) | 16. Jh.                    | Wehrkirche                                      |      |